# Galina Tschistjakowa
Galina Walentinowna Tschistjakowa-Beskrownajá (russisch Галина Валентиновна Чистякова; engl. Transkription Galina Chistyakova; slowakisch Galina Čisťakovová; * 26. Juli 1962 in Ismajil, Ukrainische SSR, Sowjetunion) ist eine ehemalige Leichtathletin in den Disziplinen Weitsprung und Dreisprung sowie aktuelle Weltrekordhalterin im Weitsprung (Stand: 22. August 2023), die zunächst für die Sowjetunion, dann für Russland und schließlich für die Slowakei startete.
Sie gewann bei den Europameisterschaften 1986 in Stuttgart Silber und bei den Olympischen Spielen 1988 in Seoul Bronze für die sowjetische Mannschaft. 1988 sprang sie in Leningrad als erste Frau über 7,50 Meter (7,52 m) und hält mit dieser Weite auch heute noch den Weltrekord. Nach einer Knieoperation 1990 fand sie nicht mehr zu ihrer alten Spitzenform zurück, verzeichnete aber 1995 noch einmal Erfolge im Dreisprung (14,76 Meter in Luzern).
Seit 1996 lebt sie mit ihrer Familie in Bratislava, erwarb die slowakische Staatsbürgerschaft und trat danach noch in Wettbewerben und zwar in  Atlanta bei den Olympischen Spielen im Dreisprung für die Slowakei an. Sie ist die nationale Rekordhalterin im Dreisprung in der Slowakei.
Bei einer Größe von 1,69 m hatte sie ein Wettkampfgewicht von 53 kg. Sie ist mit dem ehemaligen sowjetischen Weitspringer Alexander Beskrowny verheiratet. Das Ehepaar hat eine gemeinsame Tochter, Irina (geb. 1982), und einen Enkelsohn.
Persönliche Bestleistungen
- Weitsprung: 7,52 m – 1988, Leningrad (Weltrekord)
- Dreisprung: 14,76 m – 1995, Luzern